# Пеппи Длинныйчулок (фильм, 1984)
«Пеппи Длинныйчулок» — советский двухсерийный музыкальный детский телефильм по мотивам повести «Пеппи поселяется на вилле „Курица“» (1945) шведской писательницы Астрид Линдгрен.

## Сюжет
В маленьком городке появляется девочка Пеппи Длинныйчулок. Она приехала одна, с лошадью и чемоданом, в котором спрятан аквариум с рыбкой. Мать Пеппи умерла, когда девочка была ещё младенцем, а отец, капитан Эфраим Длинныйчулок, пропал (как говорит сама Пеппи: «Его смыло с палубы волной, и он стал негритянским королём»).
Пеппи — жизнерадостная, сильная и ловкая девочка, всегда охочая до весёлых игр и проказ. У неё появляются друзья — брат и сестра Томми и Анника, которые с радостью участвуют в играх Пеппи. Но в жизни Пеппи не всё безоблачно: строгие и чопорные дамы из попечительского совета во главе с фрекен Розенблюм хотят отправить её в детский дом, а местные жулики охотятся за чемоданом с, как они думают, золотом. Не сумев отправить Пеппи в детский дом, дамы фактически продают её директору цирка в качестве хорошей гимнастки и клоуна. Девочку спасает её отец Эфраим, вернувшийся из плавания. Он разоблачает директора цирка как известного жулика и забирает Пеппи в далёкое путешествие, но, увидев, как расстроены предстоящей разлукой Томми и Анника, девочка решает остаться и прыгает в воду с уже отчалившего корабля.

## В ролях
- Светлана Ступак — Пеппилотта Виктуалина Рольгардина Длинныйчулок, а по отчеству Эфраимовна, а короче Пеппи (поёт Светлана Степченко)
- Федя Стуков — Томми
- Светлана Щелова — Анника (поёт Светлана Степченко)
- Татьяна Васильева — фрекен Розенблюм, председатель попечительского совета
- Людмила Шагалова — фру Сеттергрен, член попечительского совета
- Елизавета Никищихина — фру Лаура, член попечительского совета (поёт Елена Камбурова)
- Лев Дуров — Стефенсен, директор цирка (поёт Юлий Ким)
- Баадур Цуладзе — полицейский (озвучивает Олег Табаков, поёт Алексей Воскресенский)
- Леонид Ярмольник — Блон, худой жулик
- Леонид Каневский — Карл, полный жулик

- Михаил Боярский — капитан Эфраим Длинныйчулок, отец Пеппи
- Владимир Кремена — Бук, худой клоун (поёт Валентин Виноградов)
- Семён Маргулян — Джим, полный клоун (поёт Юлий Ким)
- Валентин Дикуль — «Индийский петух», цирковой силач
- Анатолий Адоскин — директор кукольного театра

## Съёмочная группа
- Автор сценария и Режиссёр-постановщик: Маргарита Микаэлян
- Оператор-постановщик: Александр Княжинский
- Художник-постановщик: Александр Боим
- Композитор: Владимир Дашкевич
- Текст песен: Юлий Ким (в титрах указан под псевдонимом Юлий Михайлов)